# Florencia Torche
Florencia Torche (* in Chicago, Illinois) ist eine US-amerikanische Soziologin an der Princeton University.
Torche gilt als Expertin für soziale Ungleichheit und soziale Mobilität, für Sozialdemographie und die Soziologie der Ausbildung. Sie ist bekannt für ihre Arbeiten zur Bedeutung des Bildungserfolgs für die soziale Mobilität und zum Effekt von pränatalem Stress auf Gesundheit, kognitive Entwicklung und Bildungserfolg eines Kindes.

## Leben und Wirken
Florencia Torche wuchs in Santiago de Chile auf. Sie erwarb 1996 an der Universidad Católica de Chile einen Bachelor und 2000 an der Columbia University einen Master, jeweils in Soziologie. Für ihre Arbeit bei Seymour Spilerman Unequal but fluid: Mobility Patterns in Chile in Comparative Perspective erhielt sie 2004 an der Columbia University einen Ph.D. in Soziologie.
Nach akademischen Stationen an der City University of New York (2004–2006, Assistant Professor), der New York University (2006–2016, Assistant Professor, Associate Professor, Full Professor) und der Stanford University (2020–2024) hat Torche (Stand 2025) an der Princeton University eine Professur für Soziologie und Public and International Affairs inne.
Torche befasst sich mit Fragen der Persistenz sozialer Ungleichheit über Generationen und der Faktoren, die die soziale Mobilität über Generationsgrenzen hinweg behindern – auch im internationalen Vergleich. Weitere Arbeiten behandeln die Folgen von Expositionen mit Umweltbelastungen in utero, wobei sie sich auf Unterschiede zwischen verschiedenen Ländern als natürliches Experiment stützt. Sie konnte auch zeigen, dass diese Folgen bei sozial benachteiligten Familien stärker sind, aber dass die Nachteile, die durch pränatalen Stress verursacht wurden, durch gesundheitsförderliche Verhaltensweisen abgemildert werden können.
Florencia Torche hat laut Scopus einen h-Index von 28, laut Google Scholar einen von 45 (jeweils Stand Mai 2025). 2020 wurde sie sowohl in die American Academy of Arts and Sciences als auch in die National Academy of Sciences gewählt.